# 邦茂王
邦茂王（くにしげおう）は、戦国時代から安土桃山時代にかけての皇族。

## 概要
三好氏や細川氏らによる戦乱を避けて、祖父・安藤宗実の領地であった丹波国桑田郡小口村に逃れた。
著作に『千年山八境記』がある。
永禄13年（1570年）4月11日に41歳で死去した。

## 親族
父は伏見宮第7代当主の邦輔親王。母は安藤宗実の女。後に母方の姓を称し安藤惟実と名乗った。孫娘の安藤定子は、伏見宮第10代当主の貞清親王との間に伏見宮第13代当主の貞致親王を産んだ。

## 系譜
- 父：伏見宮邦輔親王
- 母：安藤宗実女
- 妻：不詳
- 生母不明の子女
  - 男子：安藤定実
  - 男子：安藤定元
    - 孫：安藤定子
      - 外曾孫：貞致親王（伏見宮第13代当主）